# شایوکرستور
شایوکرستور (به مجاری:  Sajókeresztúr) یک منطقهٔ مسکونی در مجارستان است که در ناحیه میشکولتس واقع شده‌است. شایوکرستور ۱۶٫۴ کیلومتر مربع مساحت و ۱٬۵۰۵ نفر جمعیت دارد.